# Coupe de la Ligue écossaise féminine de football
La Coupe de la Ligue écossaise de football féminin est une compétition de football féminin opposant les clubs de Scottish Women's Premier League. Elle a été créée en 2002.
La compétition se déroule dans un format à élimination directe en quatre tours, des huitièmes de finale à la finale. Elle se joue sur l'année civile de 2009 à 2022.
Glasgow City est le club le plus titré avec sept victoires.

## Palmarès
| Saison    | Vainqueur    | Score         | Finaliste           |
| --------- | ------------ | ------------- | ------------------- |
| 2002/03   | Kilmarnock   | 2–0           | Glasgow City        |
| 2003/04   | Kilmarnock   | 3–1           | Glasgow City        |
| 2004/05   | Hibernian    | 6–1           | Raith Rovers        |
| 2005/06   | Kilmarnock   | 3–2           | Glasgow City        |
| 2006/07   | Édimbourg    | 4–1           | Hibernian           |
| 2007/08   | Hibernian    | 4–0           | Queen’s Park Ladies |
| 2008/09   | Glasgow City | 3–0           | Spartans            |
| 2009      | Glasgow City | 3–1           | Hibernian           |
| 2010      | Celtic       | 4–1           | Spartans            |
| 2011      | Hibernian    | 5–2           | Spartans            |
| 2012      | Glasgow City | 5-1           | Spartans            |
| 2013      | Glasgow City | 5-0           | Spartans            |
| 2014      | Glasgow City | 3-0           | Hibernian           |
| 2015      | Glasgow City | 2-1ap         | Hibernian           |
| 2016      | Hibernian    | 2-1           | Glasgow City        |
| 2017      | Hibernian    | 4-1           | Celtic              |
| 2018      | Hibernian    | 9-0           | Celtic              |
| 2019      | Hibernian    | 0-0ap, 4-2tab | Glasgow City        |
| 2020      | abandonnée   | abandonnée    | abandonnée          |
| 2020-2021 | non organisé | non organisé  | non organisé        |
| 2021-2022 | Celtic       | 1-0           | Glasgow City        |
| 2022-2023 | Rangers      | 2-0           | Hibernian           |
| 2023-2024 | Rangers      | 4-1           | Partick Thistle     |

| Club                 | Titres                               | Finales |
| -------------------- | ------------------------------------ | ------- |
| Hibernian            | 7 (04-05, 07-08, 11, 16, 17, 18, 19) | 5       |
| Glasgow City         | 6 (08-09, 09, 12, 13, 14, 15)        | 6       |
| Kilmarnock           | 3 (02-03, 03-04, 05-06)              | 0       |
| Spartans (Édimbourg) | 1 (06-07)                            | 5       |
| Celtic               | 1 (21)                               | 2       |
| Rangers              | 2 (22, 23-24)                        | 0       |
| Raith Rovers         | 0                                    | 1       |
| Queen’s Park Ladies  | 0                                    | 1       |
| Partick Thistle      | 0                                    | 1       |